# Tumbesskrikuv
Tumbesskrikuv (Megascops roboratus) är en fågel i familjen ugglor inom ordningen ugglefåglar.

## Utseende och läte
Tumbesskrikuv är en liten skrikuv med gula ögon, små örontofsar och lodräta strimmor på undersidan. Fjäderdräkten varierar från brunt till bjärt kanelfärgat. Arten är mycket lik andra skrikuvar och skiljs lättast på utbredningsområde, levnadsmiljö och läten. Sången är en snabb gurglande drill. Bland lätena kan även mjuka gläfsande ljud höras.

## Utbredning och systematik
Tumbesskrikuv delas in i två distinkta underarter:
- Megascops roboratus pacificus – förekommer i sydvästra Ecuador och nordvästra Peru (Lambayeque)
- Megascops roboratus roboratus – förekommer i södra Ecuador och nordvästra Peru

## Status
Arten har ett stort utbredningsområde och beståndet anses stabilt. Internationella naturvårdsunionen IUCN listar den därför som livskraftig (LC).